# Organobromuro

Il bromoformio è l'organobromuro di origine naturale presente in maggior quantità nell'ambiente marino.

Gli organobromuri, detti anche bromuri organici o composti organobromurati, sono un'ampia categoria di composti organici che contengono almeno un legame covalente carbonio-bromo, o più raramente azoto-bromo. Uno dei più semplici è il bromoformio, un composto di origine naturale prodotto da piante e animali marini in quantità valutate in 1-2 milioni di tonnellate all'anno.
I composti organobromurati trovano impiego in molte applicazioni, tra le quali la più importante è l'uso come ritardanti di fiamma. Altri impieghi riguardano prodotti per il trattamento delle acque, farmaci, disinfettanti, coloranti, erbicidi, pesticidi, e altri composti organici commerciali.

## Proprietà generali
In generale le proprietà dei composti organobromurati risultano intermedie rispetto a quelle dei corrispondenti organocloruri e organoioduri. Per molte applicazioni, gli organobromuri rappresentano un compromesso tra reattività e costo. 
La maggior parte dei composti organobromurati sono poco polari, al pari della maggior parte dei composti organici alogenati. Il bromo è più elettronegativo del carbonio, e di conseguenza l'atomo di carbonio connesso al bromo è elettrofilico; in altre parole i bromuri alchilici sono agenti alchilanti.
Le principali reazioni per gli organobromuri includono sostituzione nucleofila, uso come reattivi di Grignard e deidrobromurazione (eliminazione di HBr).

## Presenza in natura
Sono stati isolati da fonti naturali più di 2000 organobromuri, che risultano i composti organici alogenati più diffusi in natura. Sono abbondanti soprattutto in piante e animali marini, ma sono stati isolati anche in funghi, batteri, piante, insetti e perfino in mammiferi e nell'uomo. Negli organismi marini i composti organobromurati risultano più abbondanti di quelli organoclorurati, nonostante che la concentrazione di bromo nel mare sia solo lo 0,3% di quella del cloro. L'abbondanza dei composti bromurati è dovuta alla facilità con cui il bromo può essere ossidato a Br+, un potente elettrofilo. Nell'ambiente marino questa ossidazione è catalizzata dalla vanadio bromoperossidasi, un enzima facente parte del gruppo delle bromoperossidasi. Si calcola che negli oceani vengano prodotte ogni anno 1-2 milioni di tonnellate di bromoformio e 56.000 tonnellate di bromometano. 
Composti organobromurati si trovano in natura anche in scisti bituminosi e sedimenti marini, presumibilmente formati dal decadimento di antichi organismi. La presenza di bromometano è stata riscontrata anche in eruzioni vulcaniche.

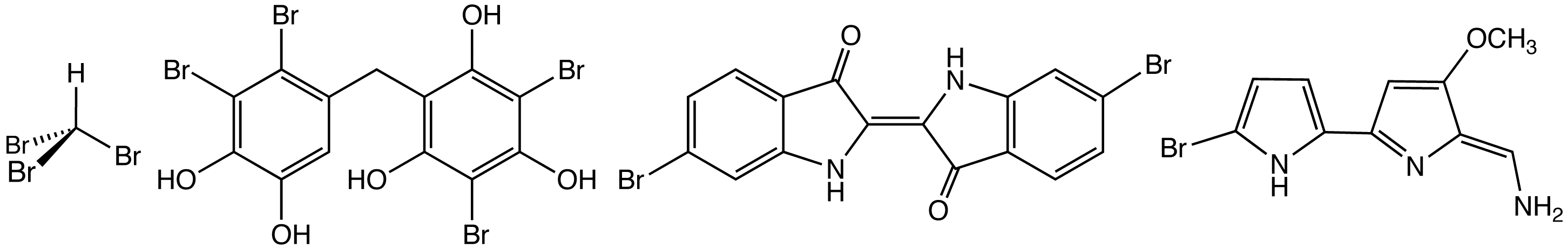
Struttura di alcuni organobromuri di origine naturale. Da sinistra: bromoformio, un bisfenolo bromurato, dibromoindigo (porpora di Tiro), tambjamina B.

Prodotti organobromurati sono presenti nell'ambiente anche in seguito alla biodegradazione dei ritardanti di fiamma. I metaboliti includono bromuri arilici metossilati e idrossilati nonché derivati di diossine bromurate. Tali composti sono considerati inquinanti organici persistenti e sono stati trovati anche nei mammiferi.

## Sintesi

### Con bromo
Gli alcheni addizionano bromo senza bisogno di catalizzatori e formano dibromuri vicinali:
{\displaystyle {\ce {RCH=CH2 + Br2 -> RCHBrCH2Br}}}
I composti aromatici addizionano bromo con simultaneo rilascio di bromuro di idrogeno. Per far reagire anelli aromatici sono necessari catalizzatori come AlBr3 o FeBr3. Si potrebbero usare anche gli analoghi cloruri (AlCl3 e FeCl3), ma la resa sarebbe minore perché si potrebbero formare dialogeni BrCl. La reazione avviene con il meccanismo della sostituzione elettrofila aromatica:
{\displaystyle {\ce {RC6H5 + Br2 -> RC6H4Br + HBr}}}
Per preparare composti organobromurati si possono usare anche reazioni radicaliche. I substrati benzilici e allilici contenenti il gruppo carbonile sono particolarmente inclini a questa reazione. Ad esempio l'acido bromoacetico viene sintetizzato direttamente da acido acetico e bromo in presenza di tribromuro di fosforo come catalizzatore:
{\displaystyle {\ce {CH3CO2H + Br2 -> BrCH2CO2H + HBr}}}
Il bromo converte anche trifluorometano in bromotrifluorometano.

### Con bromuro di idrogeno
Il bromuro di idrogeno si addiziona ai doppi legami seguendo la regola di Markovnikov per dare alchilbromuri:
{\displaystyle {\ce {RCH=CH2 + HBr -> RCHBrCH3}}}
In condizioni radicaliche si può invertire il senso dell'addizione. Industrialmente si usa l'addizione radicalica per la sintesi di 1-bromoalcani, precursori di ammine terziarie e sali di ammonio quaternari. Per questa via si ottiene 1-bromo-2-feniletano (C6H5CH2CH2Br) da stirene.
Il bromuro di idrogeno può convertire anche alcoli in alchilbromuri. Questa reazione, che deve essere condotta a bassa temperatura, si usa industrialmente per la sintesi di bromuro di allile, utile poi per ottenere erbicidi e farmaci:
{\displaystyle {\ce {HOCH2CH=CH2 + HBr -> BrCH2CH=CH2 + H2O}}}
Il bromometano si ottiene da metanolo e bromuro di idrogeno.

### Con bromuri salini
Gli ioni bromuro, forniti da sali come il bromuro di sodio, possono agire da nucleofili per formare organobromuri in reazioni di sostituzione. Un esempio dell'impiego di sali bromurati è la reazione del bromuro di rame(II) con i chetoni:
{\displaystyle {\ce {R-CO-CH2-R' + 2 CuBr2 -> R-CO-CHBr-R' + 2 CuBr + HBr}}}

## Applicazioni

### Ritardanti di fiamma

Struttura del TBBPA

I composti organobromurati sono ampiamente usati come ritardanti di fiamma. Nel 2012 erano utilizzati più 80 composti di questo tipo. Uno dei più usati è il TBBPA (tetrabromobisfenolo). Nuovi ritardanti di fiamma bromurati vengono continuamente sviluppati via via che alcuni di questi composti vengono banditi dal mercato in quanto inquinanti persistenti.

### Fumiganti e biocidi
Il 1,2-dibromoetano, in passato usato come additivo nella benzina con piombo, era anche un fumigante usato in agricoltura. Questi usi sono però cessati per motivi ambientali e sanitari. Anche il bromometano sarebbe un efficace fumigante, ma il suo utilizzo in agricoltura minaccia lo strato di ozono e l'impiego è ora vietato dal Protocollo di Montréal.
I composti organobromurati sono invece sempre più usati come biocidi per il trattamento delle acque, anche se quelli basati sul cloro continuano a dominare il mercato. Esempi di composti usati per il trattamento delle acque sono BCDMH (1-bromo-3-cloro-5,5-dimetilimidazolidin-2,4-dione) e DBDMH (1,3-dibromo-5,5-dimetilimizadolidin-2,4-dione).

1,2-dibromoetano
Bromometano
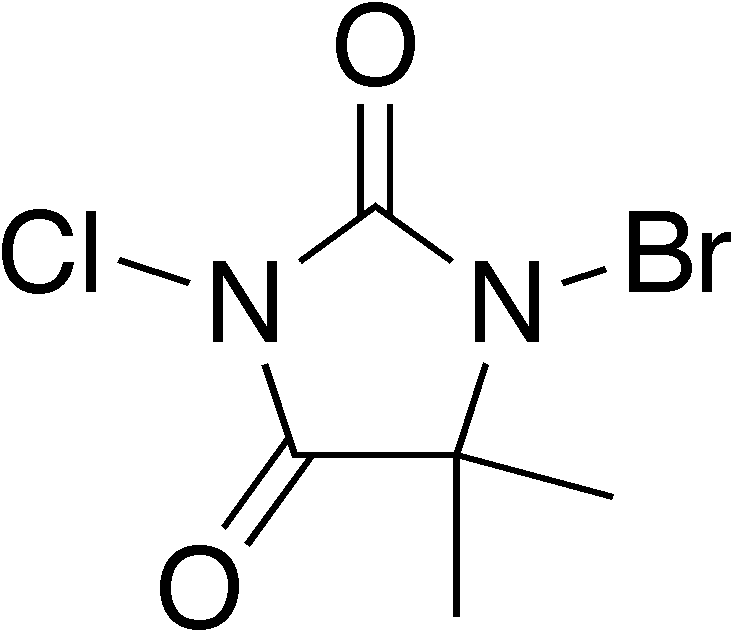
BCDMH
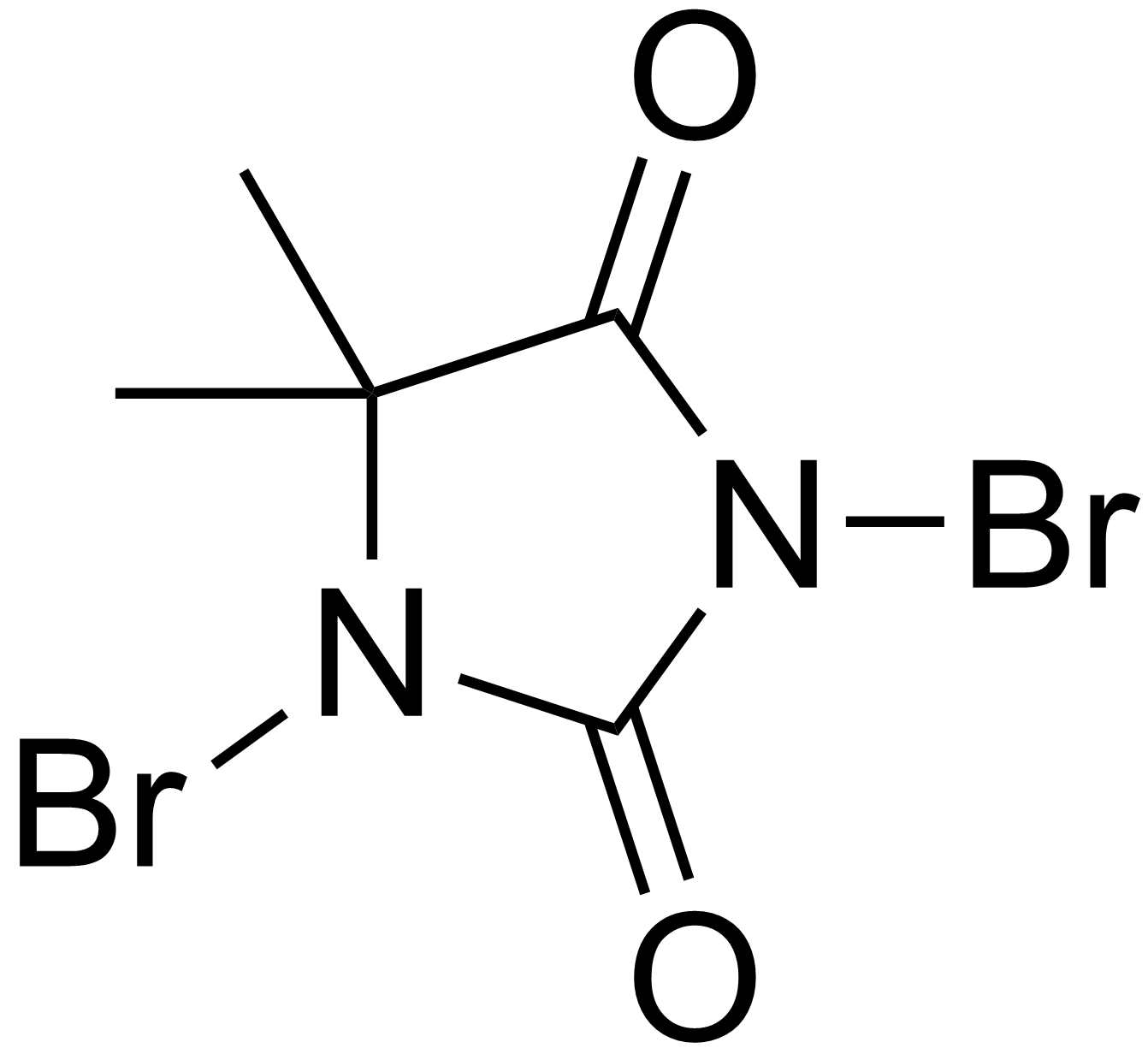
DBDMH

### Coloranti
La porpora di Tiro (6,6'-dibromoindigo) è un colorante di origine naturale, molto apprezzato prima dello sviluppo dell'industria dei coloranti sintetici alla fine del XIX secolo. Esistono svariati coloranti artificiali contenenti bromo, usati per tingere tessuti, plastiche, carta e cosmetici; alcuni esempi sono il Vat Orange 3 (un derivato dell'antrachinone) e la Eosina B (un derivato dello xantene). Alcuni coloranti bromurati sono usati come indicatori in chimica analitica; ben noto è il blu di bromotimolo.

Porpora di Tiro
Vat Orange 3
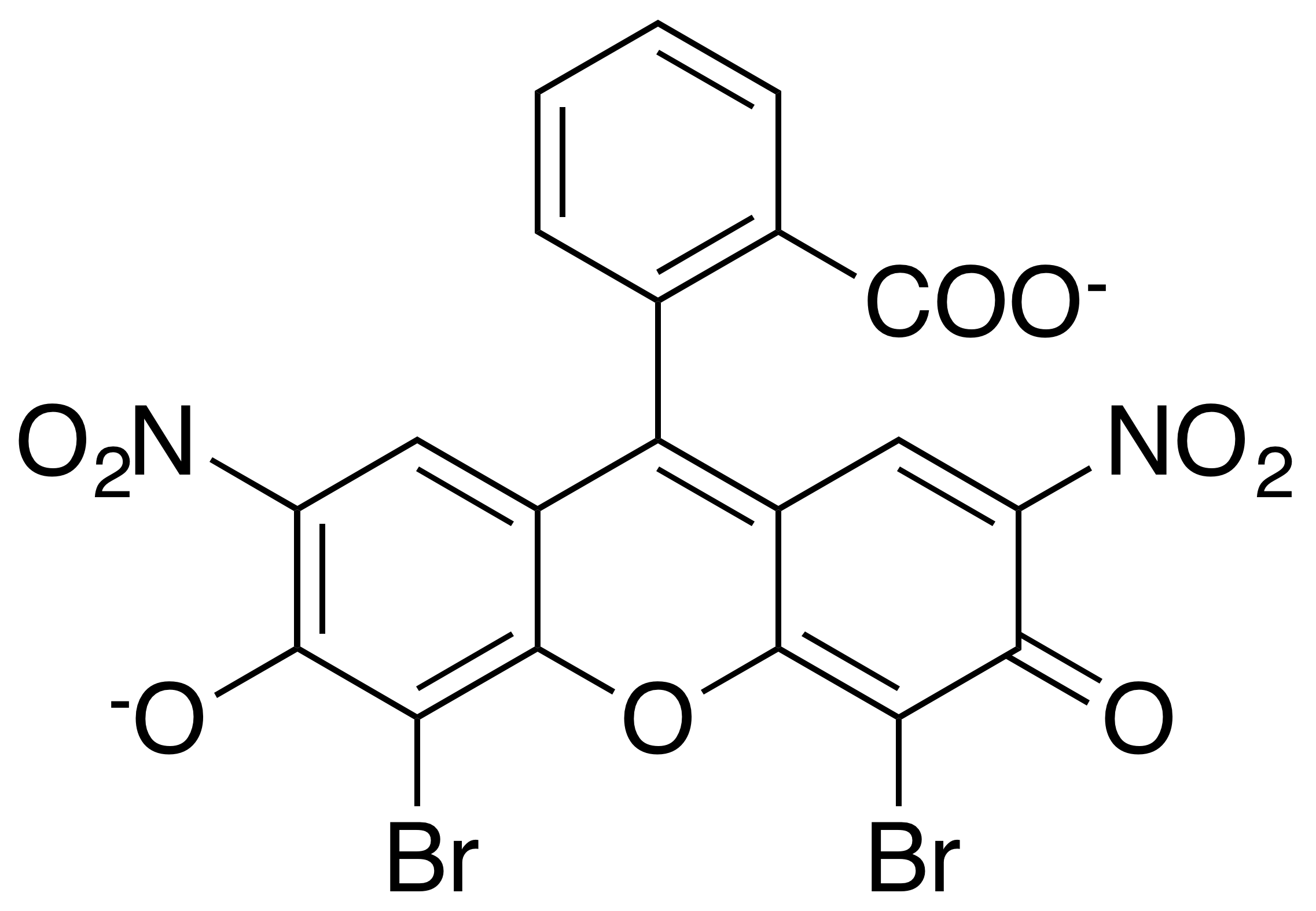
Eosina B
Blu di bromotimolo

### Farmaci
Gli organobromuri sono alla base di numerosi farmaci. Alcuni esempi sono il vasodilatatore nicergolina, il sedativo brotizolam, l'antitumorale pipobroman e l'antisettico merbromina. Esistono inoltre farmaci che contengono lo ione bromuro come semplice controione senza alcuna attività farmacologica.

Nicergolina
Brotizolam
Pipobroman
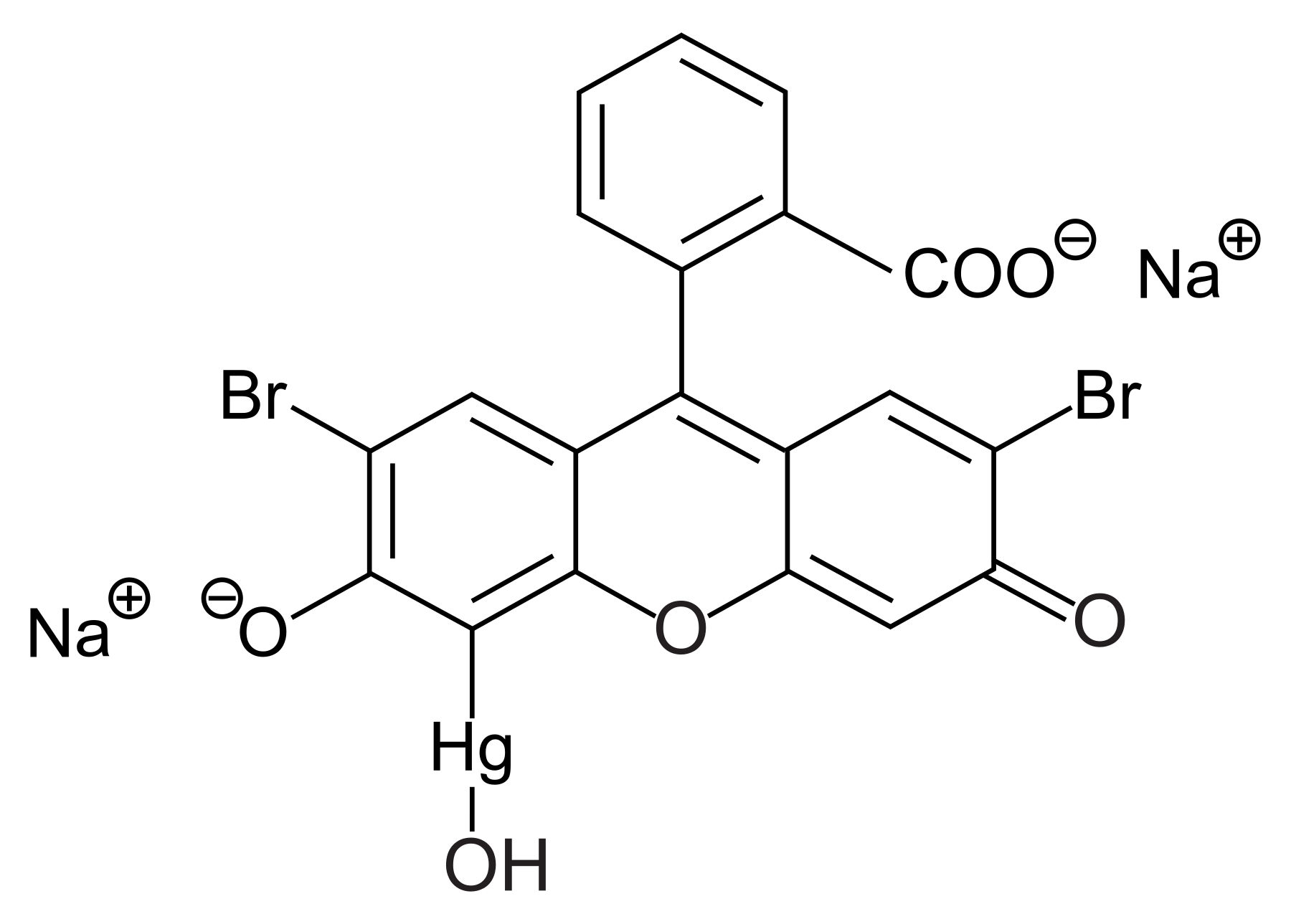
Merbromina